# Graphidipus subpisciata
Graphidipus subpisciata là một loài bướm đêm trong họ Geometridae.